# رایان نورثکات
رایان نورثکات (به انگلیسی: Ryan Northcott) (زاده ۹ آوریل ۱۹۸۰) بازیگر، تهیه‌کننده، کارگردان کانادایی است.
از فیلم‌های معروف او می‌توان به بازی در فیلم معما، آلاسکا اشاره کرد.